# La piel fría
La piel fría (en catalán La pell freda) es una novela del escritor español Albert Sánchez Piñol con la que saltó a la fama como escritor.
La novela fue editada en catalán por Edicions La Campana y posteriormente fue traducida tres años más tarde al castellano para la editorial Edhasa por Claudia Ortego.
Con esta novela el autor consiguió un gran éxito de venta y crítica y los derechos de traducción fueron vendidos a 37 lenguas. En el año 2017 fue llevada al cine por el director francés Xavier Gens. 

## Premios
- Obtuvo el premio Ojo Crítico de RNE en 2003.

## Argumento
Un antiguo guerrillero irlandés, desmotivado por el resultado de la independencia de Irlanda, decide aceptar una oferta de trabajo de oficial atmosférico durante un año en un islote perdido en mitad del océano. En la isla no hay más que un faro y la casa del oficial atmosférico, y se encuentra alejada de las principales rutas marítimas. 
En la isla solo hay un habitante, Batís Caffó, que vive en el faro y en un primer momento no hace caso ni ayuda al protagonista de la novela. El antiguo oficial atmosférico que tenía que ser reemplazado está desaparecido. 
Tras pasar una noche asediado en la pequeña cabaña de madera por unos seres extraños, el protagonista consigue quedarse en el faro con Caffó y resistir las embestidas de estos seres anfibios desde allí. Pronto descubrirá que el farero tiene uno de esos seres como sirviente, Aneris la cual ayuda y les da placer sexual al Batís y al protagonista por partes diferentes.

## Curiosidades
- Para el escenario de la novela el autor se inspiró supuestamente en una isla fantasma llamada isla Thompson, situada a 150 km al noreste de la isla Bouvet (considerada la isla más alejada del mundo), en el Atlántico Sur.

- La criatura extraña llamada "Aneris", escrita al revés, forma la palabra "Sirena", los de su especie se llaman "Citauca", que al revés significa "Acuàtic" (acuático en castellano) y Batís Caffó, todo junto es "batiscafo".

- La piel fría ha sido adaptada al cine por el director francés Xavier Gens. La película se mostró en el festival de cine fantástico de Sitges en la sección oficial, fuera de competición. Se estrenó en salas en octubre de 2017.